# Thermoceptie

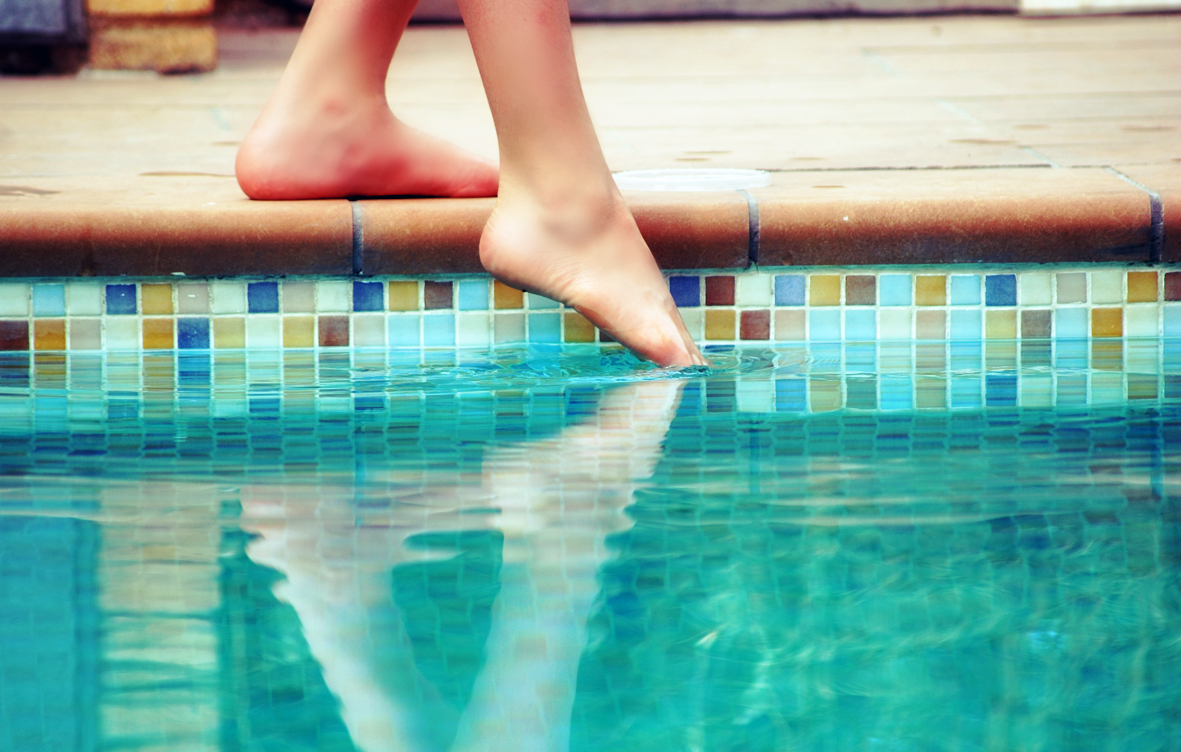
Voelen van de watertemperatuur

Thermoceptie of temperatuurzin is het vermogen van een organisme om temperaturen rond zijn normale lichaamstemperatuur waar te nemen. Het woord thermoceptie is afgeleid van het Griekse woord thermos (warm) en de Latijnse uitgang -cipere (nemen). Waarnemen met dit zintuig heet warmte of kou voelen.

## Functie van thermoceptie
Het organisme gebruikt thermoceptie om de normale temperatuur van zijn lichaamsdelen te handhaven, een voorbeeld van homeostase. De normale temperatuur is de bij het betreffende lichaamsdeel in bepaalde omstandigheden horende evenwichtstemperatuur. In de omstandigheid van ziekte kan een verhoogde evenwichtstemperatuur nodig zijn (koorts). In de omstandigheid van vrieskou kan het relatief koel laten van de niet vitale buitenste lichaamsdelen nodig zijn (onderkoeling).
Om continu terug te kunnen keren naar de normale temperatuur, sturen de hersenen via de binnenkomende temperatuurprikkels twee soorten evenwichtszoekende processen aan. Dat zijn de opwarmende en de afkoelende lichaamsprocessen, beide zowel onbewust als bewust.
Bewuste opwarmende lichaamsprocessen zijn bijvoorbeeld klappertanden en kippenvel tonen. Tot de onbewuste verkoelingsprocessen behoren het verwijden van huidporiën en het uitzweten van transpiratievocht.
Mensen en dieren met enig bewustzijn handelen ook doelgericht om zich op te warmen of af te koelen. Voorbeelden daarvan zijn handblazen, voetstampen en beschutting zoeken ter opwarming, en rustig aan doen (siësta houden) en zich luchtiger kleden ter afkoeling.

## Locatie van het temperatuurzintuig
De zenuwuiteinden die de temperatuurprikkels detecteren, zitten over diverse lichaamsdelen verspreid. Het is een diffuus gelokaliseerd zintuig, net als nociceptie en proprioceptie.
Aan de buitenkant van het lichaam zijn het zenuwuiteinden in (vooral) de huid, het hoornvlies en het trommelvlies, en aan de binnenkant van het lichaam zijn het zenuwuiteinden in de organen en in het bewegingsapparaat. Ook binnen de hersenen, in de hypothalamus, bevinden zich temperatuur-receptoren die de temperatuur van het bloed meten.
Van deze locaties is de huid verreweg de belangrijkste voor de thermoceptie. Zowel omdat de huid het grootste orgaan is dat direct met de buitenwereld in contact staat, als omdat de huid omgekeerd ook het grootste orgaan is dat met de rest van het lichaam verbonden is. Door de directe verbinding met de buitenwereld kan via de huid snel veel informatie over de omringende temperatuur doorgegeven worden. En omgekeerd, door het grote oppervlak van de huid dat direct verbonden is met het lichaam kunnen ook veel verkoelende en verwarmende processen het effectiefst via de huid verlopen.

## Soorten waargenomen temperatuurprikkels
Gegeven de twee manieren waarmee een organisme kan terugkeren naar de normale temperatuur, namelijk opwarmen en afkoelen, zijn er logischerwijs twee soorten temperatuur-prikkels. Te weten warmte-prikkels bij temperaturen boven de normale lichaamstemperatuur en kou-prikkels bij temperaturen onder de normale lichaamstemperatuur.
 Warmte-prikkels activeren gespecialiseerde receptoren die significante bovennormale temperaturen van betreffend lichaamsdeel doorgeven aan de hersens. De aan de hersenen middels zenuwpulsen doorgegeven warmte-prikkels activeren een ingenieus samenspel van compenserende afkoelingsprocessen én decompenserende opwarmingsprocessen. (Zie hierna, onder Samenspel). De intensiteit van de doorgegeven zenuwpulsen neemt toe met de snelheid waarmee de temperatuursverhoging optreedt. Bij opwarmen geven de warmte-receptoren meer pulsen af dan bij afkoelen. Warmte-receptoren heten ook wel 'lichaampjes van Ruffini'. Deze lichaampjes detecteren warmte via het registreren van door hogere temperaturen veroorzaakte weefsel-uitzetting.
 Kou-prikkels activeren receptoren die significante lager dan normale temperaturen van betreffend lichaamsdeel doorgeven aan de hersens. Deze doorgegeven kou-prikkels activeren een samenspel van compenserende opwarmingsprocessen en decompenserende afkoelingsprocessen. Bij afkoeling geven kou-receptoren meer pulsen af dan bij opwarmen. De kou-receptoren zijn talrijker dan de warmte-receptoren. Er zitten op een vierkante cm handoppervlak bijvoorbeeld 1 à 5 kou-receptoren tegen 0,4 warmte-receptoren. Kou-receptoren heten ook wel 'lichaampjes van Krause'. Ze detecteren kou doordat ze reageren op door lagere temperaturen veroorzaakte weefselkrimp.

## Samenspel van opwarmen en afkoelen
Het lijkt op het eerste gezicht vreemd dat er ook opwarmingsprocessen opstarten als er warmte gedetecteerd wordt, en dat er tevens afkoelingsprocessen opstarten als er kou gedetecteerd wordt. Toch is dat nodig, en wel om 'doorschieten' naar te grote verwarming/verkoeling te voorkomen én om voorbereid te zijn op verwarming/afkoeling die het organisme zelf bewust zou kunnen gaan toepassen.
Een reden dat dit samenspel ingenieus te noemen is, ligt erin dat de hersenen de opwarmende en afkoelende gevolgen van de eigen aangestuurde opwarmings- en afkoelingsprocessen op zichzelf ook weer detecteren en meewegen als doorgegeven warmte- en kou-prikkels.
Ook ingenieus is de wijze waarop het af te koelen of op te warmen organisme rekening houdt met de toestandsfase van de fysieke omgeving. In een heet bad helpt het niet veel om te gaan zweten, omdat het zweet onder water niet verdampt, en dus ook geen warmte aan lichaam onttrekt. Lopend in de woestijn en tijdens het sporten loont transpireren veel meer. De hersenen interpreteren de effectiviteit van bepaalde opwarmings- en afkoelingsprocessen en benadrukken vervolgens de effectiefste processen, die optimaal bij de omgevingstoestand aansluiten.
Tot slot zorgt het lichaam voor een voortdurend kou- of warmtegevoel bij temperaturen buiten een bepaalde bandbreedte rond de normale temperatuur. Dit opdat het organisme compenserende handelingen gaat verrichten. Bij temperatuurafwijkingen binnen de bandbreedte bemerkt het organisme die afwijkende temperatuur alleen even bij het veranderen naar die temperatuur. Daarna voelt het snel weer comfortabel aan, omdat het lichaam de iets boven normale of de iets beneden normale temperatuur prima kan doorstaan met onbewust aangestuurde verkoelings- en verwarmingsprocessen.
gezicht · gehoor · reuk · smaak · tast · evenwicht · proprioceptie · thermoceptie · nociceptie · interoceptie